# Bakos Kornélia
Bakos Kornélia (Eger, 19??) operaénekesnő (mezzoszoprán). 2012-ben az év énekkari művésze.

## Tanulmányai
Zenei tanulmányait az egri illetve a gyöngyösi zeneiskola zongora szakán kezdte és a miskolci Bartók Béla Zeneművészeti Szakközépiskola zongora és magánének szakán folytatta, majd felvételt nyert a Liszt Ferenc Zeneművészeti Főiskola Budapesti Tanárképző Intézetének magánének szakára, magánénektanár és ének-kamaraművész szakon. 2020-ban a Miskolci Egyetemen mesterdiplomát szerzett.
1999 és 2002-ben részt vett a Majki Nemzetközi Operakurzuson, majd 2003-ban Hamari Júlia mesterkurzusán (Operaház). 2006-ban elnyerte a Wagner-társaság bayreuthi ösztöndíját.  2007 áprilisától a Magyar Állami Operaház Fiatal Tehetségeket támogató Alapítványának Ösztöndíjasa és az Operaház szólistája. A barokk zene szakavatott mestere, mely tudását Olaszországban sajátította el, ahol évekig énekelt.
2010-től a Nemzeti Énekkar énekmestere.

## Főbb szerepei[2]
- 2003 nyarán lépett először színpadra Händel Giulio Cesare című operájának címszerepében a Magyar Állami Operaház Stúdiójának meghívott művészeként.
- Az Operaházban 2004-ben debütált A varázsfuvola Harmadik hölgyeként, mely szerepet azóta is játssza.
- Ines (A trubadúr).
- Főpapnő (Aida).
- Giovanna (Rigoletto).
- Szomszédasszony (Stravinsky: Mavra).
- Sylvia (Gyöngyösi Levente: A Gólyakalifa).
- Tisbe (Hamupipőke).
- Walkür (Grimgerde).

## Díjai, elismerései[2]
- Még főiskolásként, 1997-ben A magyar dalért díjjal tüntették ki.
- 2002-ben a spanyolországi Murciában a Geszty Szilvia Koloratúraversenyen különdíjat kapott.
- 2006-ban megkapta a Wagner Társaság bayreuth-i ösztöndíját.
- 2007 áprilisában az I. Nemzetközi Händel versenyen I. díjat és különdíjat kapott.
- 2008-ban a római Musica Sacra verseny döntőseként felvételt nyert az I Virtuosi della Musica Sacra együttesbe.
- 2012-ben kollégái, titkos szavazáson az év énekkari művészének választották.

## Magánélete
Házas, két leánygyermek édesanyja.

## Társadalmi szerepvállalás
Számos alkalommal vállalt fellépést lakóhelyén Tinnyén emlékmű avatáson,  egyházi, önkormányzati rendezvényeken.